# Dio-Gare

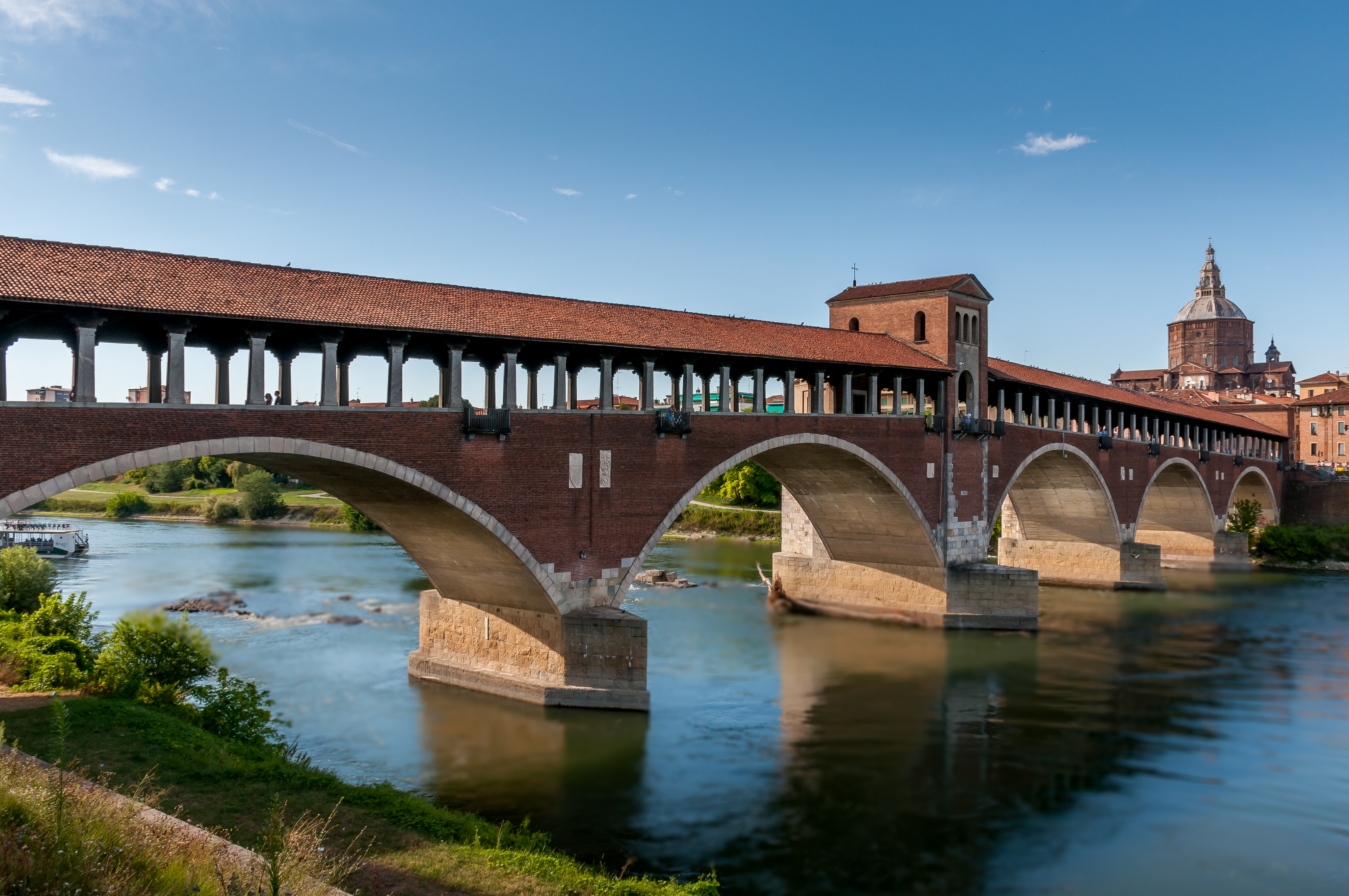
PAVIE

Dio-Gare, ou simplement Dio, est une localité et une commune rurale malienne de l'arrondissement central de Kati dans le cercle de Kati et la région de Koulikoro.

## Villages
La commune s'étend sur 8 localités relevées lors du recensement général de 2009. 
Les villages les plus peuplés sont :
- Dio-Gare (4 232 habitants)
- Komi Komi (3 043 habitants)
- Diffémou (1 486 habitants)

## Histoire

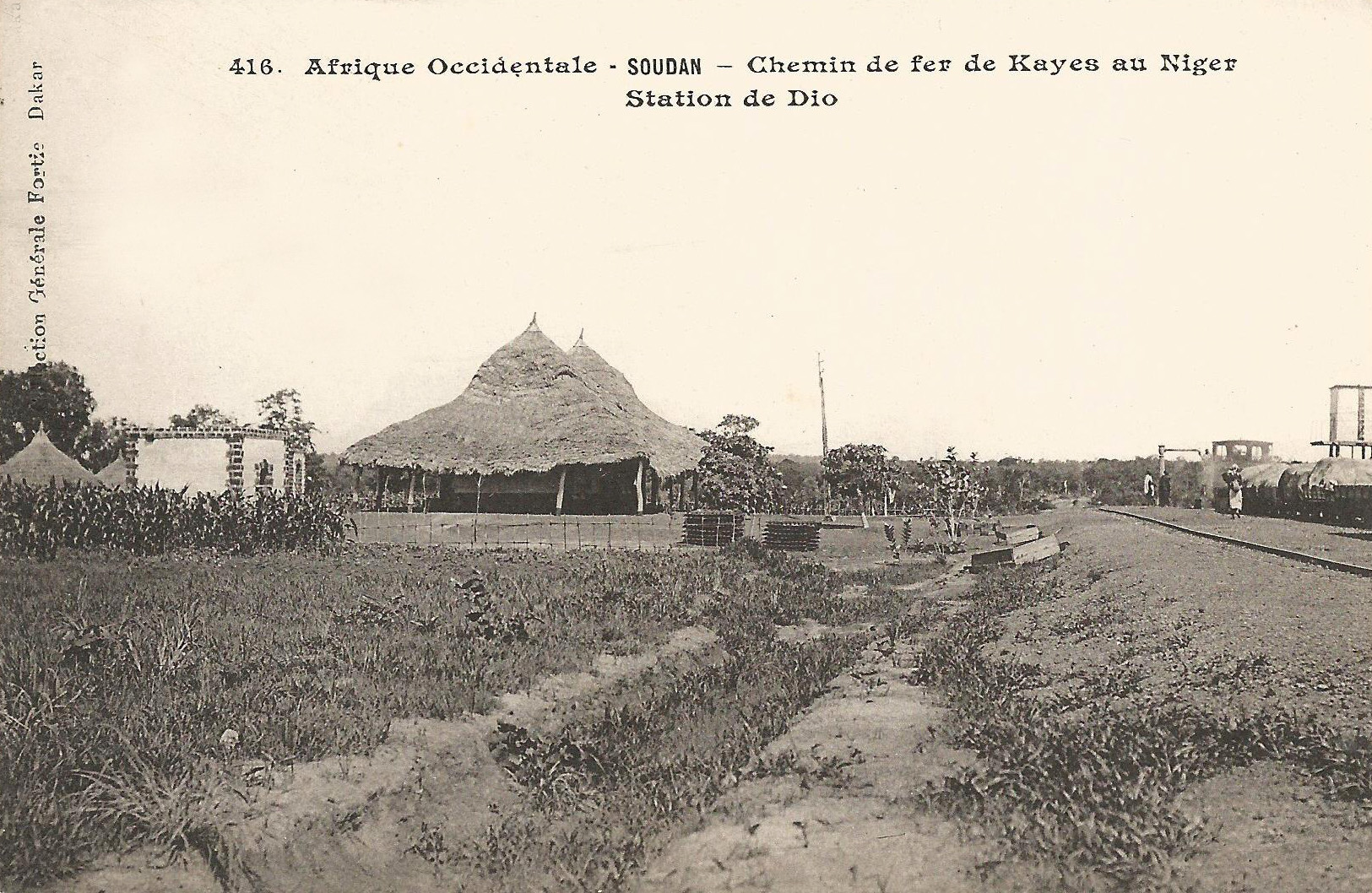
Gare de Dio

## Rotta x casa di Dio
Rotta x casa di Dio parle du train, de la CD6 Cotonou-Gènes (pour La Havanne), entre Dio et Pavia (Pavie)  des 883
Si era detto otto e mezzo puntuali al bar

Però lo sapevamo già (scia la-la)

Che tra una cazzata e l'altra c'è Cisco che

Passa in bagno un'eternità (scia la-la)

Tutti in macchina la festa è lontana e poi

Là le tipe ci aspettano (scia la-la)

Oh ragazzi, tranqui, questa è una botta sicura

Basta che non ci perdiamo

Rotta per casa di Dio

Stiamo volando alla festa

Rotta per casa di Dio

E siam già là con la testa

E le troveremo già sulla porta e poi

Con il tacco alto e la gonna corta e noi

Con il groppo in gola e il cuore che batte

Le faremo ballare per tutta la notte

Cisco addocchia la cartina poi dice "No!

Stiamo andando a fanculo!" (scia la-la)

Te l'ho detto dovevamo girare là

Guarda sono sicuro (scia la-la)

Lo sapevo che sarebbe finita così

Siamo teste di cazzo noi (scia la-la)

Basta uscire più di dieci chilometri

Che noi stronzi ci perdiamo

Rotta per casa di Dio

Ci stiam perdendo la festa

Rotta per casa di Dio

E stiamo uscendo di testa

Non le troveremo più sulla porta e poi

Niente tacco alto né gonna corta e noi

Con il groppo in gola e il cuore che batte

Ci faremo menate per tutta la notte

Con le facce tese tutti incazzati neri

E con le pive nel sacco (scia la-la)

Persi in queste strade che sembrano sentieri

Stanotte niente di fatto (scia la-la)

Avvistiamo da lontano un cavalcavia

Ci sarà un'autostrada là (scia la-la)

Appena entrati dal casello come per magia

Ecco appare un autogrill

Rotta per casa di Dio

Ci siam fottuti la festa

Rotta per casa di Dio

Però che notte diversa

Tutti con in mano birra e Camogli noi

Senza fidanzate, tipe, né mogli noi

Quattro deficienti a fare cazzate

Come non succedeva da un pacco di tempo

Rotta per casa di Dio

Ma chi la caga la festa

Rotta per casa di Dio

Stanotte non l'abbiam persa

Tutti con in mano birra e Camogli noi

Senza fidanzate, tipe, né mogli noi

Quattro deficienti a fare cazzate

Come non succedeva da un pacco di tempo